# Historieta en Venezuela

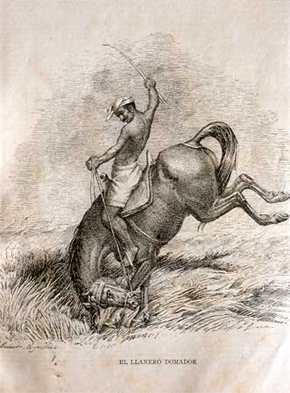
El llanero domador (1892) dibujo de Celestino Martínez, litografiado por Celestino y Jerónimo Martínez para El Cojo Ilustrado.

La historieta, comiquita o cómic en Venezuela tiene sus orígenes en el siglo XIX relacionándose con la tira cómica periodística.

## Historia

### sigloXIX
Las primeras expresiones locales en el país se dieron a partir del año 1843, cuando en el periódico El Promotor se hace uso intencional del dibujo con el fin de caricaturizar a personajes de la vida política nacional.
Estos primeros pasos dieron pie para que la ilustración fuera utilizada con fines más prácticos más allá de la sátira. Publicaciones como El Zancudo Ilustrado (1876), El Punch (1884), El Álbum De Caracas (1886), Venezuela (1886), El Autógrafo y La Caricatura (1886) y El Zulia Ilustrado (1888) se destacaron por ser el telón sobre el cual un hombre llamado Pablo Emilio Romero, quien fuera dibujante de profesión, y otro conocido como Muñoz Tébar, quien ostentaba el oficio de grabador, crearon los primeros diseños de cómic utilizados expresamente para publicidad y el humor.

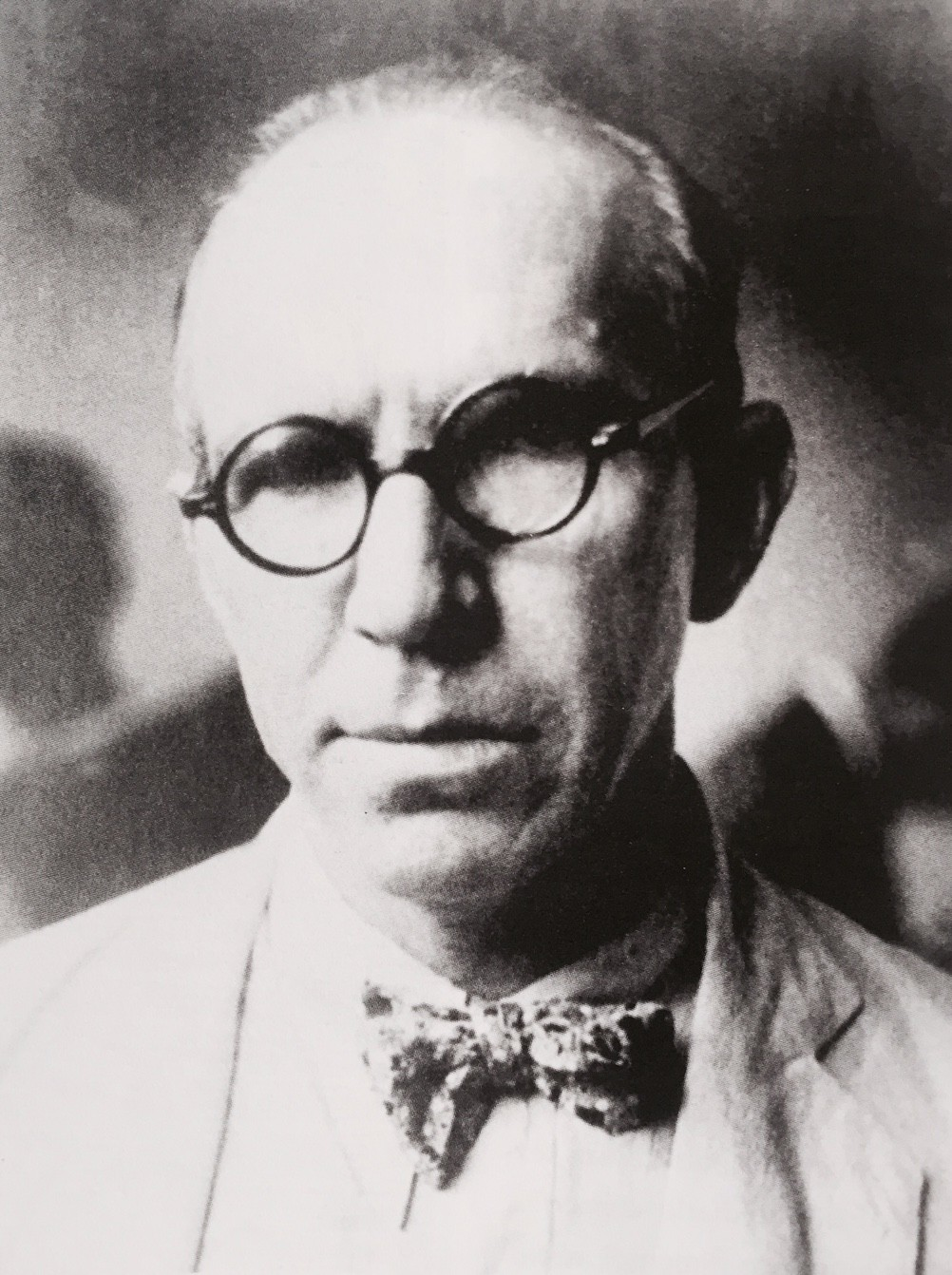
El historietista y escritor venezolano Leoncio Martínez (1888-1941).

### sigloXX
Uno de los primeros ejemplos de literatura gráfica del país se encuentra en el semanario Fantoches, fundado en 1923 por el poeta e ilustrador Leoncio Martínez. Martínez ya había colaborado como caricaturista para la revista El Cojo Ilustrado y para el diario El Universal. En Fantoches podemos observar una serie de personajes fantásticos como Pinocho, así como fantasmas, animales que hablan y situaciones absurdas.
En el siglo XX la influencia que ejercían los periódicos de la época era poca, dado que baluartes del periodismo como el diario Últimas Noticias, El Nacional y El Universal publicaban mayormente historietas compradas del exterior a la toda poderosa King Features Syndicate, lo cual opacó el desarrollo del talento local por mucho tiempo. No sería si no hasta el año 1953 que se podrían observar modestos esfuerzos de los ilustradores criollos para entrar en la palestra pública nuevamente a través de la herramienta que mejor les prestaba hasta ese momento: la sátira política. El Gallo Pelón podría ser considerado formalmente el primer cómic venezolano presentando en formato “digest”, el cual es uno de los dos formatos que era conocido ya para estos años en Norteamérica. La revista reunía un cúmulo de autores rotativos que ilustraba sátiras o seriales de acontecimientos estrechamente relacionados al desarrollo de Venezuela como nación. Artistas que adquirieron un portal para sus expresiones artísticas a través de sus páginas fueron Carlos Cruz-Diez con “Zamurito”, Jacobo Borges con "Rufi Sonrisa", Humberto Muñoz con "El Poli Policarpio" y "Bicho Bruto", Luis Britto García con "El Profesor Venezolanito" y la "Historia Inconstitucional de Venezuela". Al poco tiempo aparecen publicaciones como Dominguito y la Pava Macha, ambas con un formato similar a El Gallo Pelón pero con contenidos y corte editorial más destinados al humor o a la exploración de temas casuales.
 Uno de los primeros ejemplos de ciencia ficción dentro de la novela gráfica y el cómic, lo encontramos en la novela La civilización en Marte de Arez Najú, ilustrada por el mismo autor en 1959.En la década de los 60 se publica el cómic clandestino Una extraña historia de ficción científica… LA EXTRAORDINARIA MÁQUINA DEL PROFESOR VAN ROMULIK.
La aparición de superhéroes en éste medio fue escasa debido auge de la distribución de contenidos ligados a editoriales norteamericananas como DC Comics y Marvel, hasta que en los años 70 se publica el cómic Capitán Guayana. En la década de los ochenta que se tendría registro también del superhéroe El Guardián por Juan Medina fueron registradas bajo el esquema de paneles que ya nos es familiar en la última página de la revista infantil semanal Meridianito durante muchos años. La historia se enfocaba en un misterioso héroe de uniforme blanco protegiendo el urbanismo de la ciudad de Caracas de invasores extraterrestres. El aislamiento de superhéroes no implica que Venezuela no haya estado exenta de personajes que hayan calado en el ideario popular fuera del género. Uno de los personajes más populares durante los años ochenta y noventa fue el famoso Náufrago de Jorge Blanco y publicado por el Diario de Caracas, un cómic con un personaje silente que vive diversas situaciones en una pequeña isla donde vive solo después de naufragar en algún lugar del Caribe.
Paralelo a esta situación, casas editoriales independientes y pequeñas hacían grandes esfuerzos por proyectar el cómic como una forma de expresión más allá de las clásicas historias del bien contra el mal; fue así como nació la revista Clips, la cual salió al ruedo por primera vez en el año 1986 de la mano del Grupo U.G conformado por Sandro Bassi, Juan Carlos Darias y Lindoro Vera. Clips se destacaba por tener un formato de antología similar al de grandes publicaciones norteamericanas como Heavy Metal, pero concentrada en proyectar talentos nacionales. 

### sigloXXI
A principios del siglo XXI aparecería Venezuela en Cómics en el año 2003, un título de antología con un corte más convencional. La iniciativa de su publicación es de un joven llamado Sammy Rodríguez, quien observando la carencia de vías para la publicación de historias para artistas nuevos decide crear la publicación; hasta la fecha, Venezuela en Cómics posee 12 números, hechos todos con mínimo aporte privado. Aunque Sammy hace su labor con todo el amor del mundo, es uno de los tantos creativos que se pregunta por qué la movida del cómic nacional no tiene el alcance o la aceptación del público que debería. Zuplemento es otras de las iniciativas similares a las de Sammy, cuyo tránsito impreso ha sido más bien escaso, pero que posee amplia proyección online, apoyando la difusión de al menos unos 200 artistas y sus historias en formato cómic, sean estas convencionales o no.
Ya en estas fechas, la oferta del cómic venezolano sigue siendo escasa, pero muy diversa en contenido, separándose ampliamente de sus hermanas en Norteamérica. Algunos de los últimos esfuerzos de los últimos 3 años que podrían enumerarse son Micauro de David Flores, enfocado en la fantasía histórica de los mitos venezolanos; Camioneticas de Combate Go! de Juan Martínez, una historia con arraigo en el humor del absurdo y con acción descabellada; Jaimito de la Corporación Editorial VH, enfocado en las aventuras del clásico personaje del imaginario popular venezolano y protagonista de más de un chiste subido de tono; y Son Vistos Como Zombis de Mauro Salmasso, quien se agarra de la proyección exagerada de temas sociales involucrando zombis en el proceso.
En la actualidad se puede destacar la obra de Alexis Ziritt (ilustrador de Space Riders y Night Hunters), Carlos Giffoni (guionista de Space Riders). Space Riders es una novela gráfica en tres volúmenes que narra las aventuras de los tripulantes de la Santa Muerte, una nave espacial en forma de calavera. En el camino se encontrarán ballenas cósmicas, y a personajes como Doña Bárbara o María Lionza.Por otro lado, Night Hunters, escrita junto con Dave Baker, es una obra distópica y cyberpunk que tiene lugar en una Caracas del futuro.
También destaca la obra del novelista e ilustrador Lucas García, del artista visual Carlos Luis Sánchez Becerra (conocido su seudónimo Majenye), o del escritor Wilfredo Machado (La noche de Prometeo).